# Катастрофа Ту-141 у Загребі (2022)
Катастрофа Ту-141 в Загребі — військовий інцидент, що трапився 10 березня 2022 року, коли розвідувальний БПЛА Ту-141 радянського виробництва розбився в Загребі у Хорватії.

## Падіння
Безпілотний літальний апарат увійшов у повітряний простір Румунії о 23:23 за CET, де його спостерігали румунські ВПС, летівши протягом 3 хв. Після цього він 40 хв летів через повітряний простір Угорщини, де його також спостерігали угорські ВПС. Коли він увійшов до повітряного простору Хорватії на швидкості 700 км/год на висоті 1300 м, його підхопили хорватські військові радари. Після 7 хвилин польоту він розбився в Загребі за 50 метрів від студентського гуртожитку ім. Степана Радича. Від удару БПЛА об землю одну людину збило з велосипеда та пошкодило кілька припаркованих автомобілів. Це спричинило хаос серед студентського населення в сусідньому гуртожитку.

## Реакції
Хорватська цивільна та військова поліція швидко огородили периметр аварії. Наступного ранку американський аналітик Тайлер Роговей визначив, що літаком, швидше за все, був Туполєв Ту-141 радянської епохи, що також було підтверджено кириличними написами та червоними зірками, знайденими на розкиданих уламках поблизу місця катастрофи. На сусідніх деревах також висіло кілька парашутів.
Мер Загреба Томіслав Томашевич провів пресконференцію, зазначивши, що «під час удару ніхто не постраждав, але є певні матеріальні збитки». Повільна або відсутня реакція служб протиповітряної оборони викликала обурення хорватських ЗМІ та громадськості, де деякі порівнюють інцидент із польотом Матіаса Руста на Червону площу в 1987 році.
Поважний льотчик хорватських ВПС Іван Селак розкритикував Об'єднаний центр повітряних операцій НАТО в Торрехоні (Іспанія) за те, що він не підняв за тривогою румунські, угорські чи хорватські повітряні сили через появу стороннього об'єкта. Президент Хорватії Зоран Міланович назвав катастрофу «серйозним інцидентом» і додав, що «у таких ситуаціях ви залежите від НАТО […], а там, очевидно, був якийсь провал».
Радник міністра оборони України Маркіян Лубківський у заяві для хорватських ЗМІ заперечив, що БПЛА, який розбився в Загребі, належить Україні. У посольстві Росії в Загребі також спростували право власності на розбитий безпілотник, заявивши, що «безпілотник був виготовлений на території України», а Збройні сили РФ не використовують такі безпілотники з 1991 року. Суперечка між двома країнами тривала протягом дня, оскільки у відповідь на допис російського інформаційного агентства ТАСС Держспецзв'язку України оприлюднила заяву, у якій повідомляється, що БПЛА перебувають у володінні як російських, так і українських Збройних сил, але українські варіанти БПЛА Ту-141 позначені українським гербом, а російські — червоною зіркою.